# Avrilly (Eure)
Avrilly település Franciaországban, Eure megyében. Lakosainak száma 428 fő (2018. január 1.).

## Népesség
A település népességének változása:
| Lakosok száma | 177  | 155  | 267  | 326  | 323  | 399  | 442  | 1389 | 424  | 428  |
|               | 1962 | 1968 | 1975 | 1990 | 1999 | 2008 | 2013 | 2016 | 2017 | 2018 |